# Bán đảo Bōsō
Bán đảo Bōsō (房総半島 (Phòng Tổng bán đảo) Bōsō-hantō) bao trùm toàn bộ tỉnh Chiba trên đảo Honshū, Nhật Bản. Bán đảo tạo thành bờ đông của vịnh Tokyo, chia tách vịnh này với Thái Bình Dương. Bán đảo có diện tích khoảng 5.034 kilômét vuông (1.944 dặm vuông Anh).
Tên bằng Hán tự của bán đảo bắt nguồn từ tên bằng hán tự của các 'quốc' từng tồn tại trên bán đảo: Awa (安房, An Phòng), Kazusa (上総, Thượng Tổng) và Shimōsa (下総, Hạ Tổng). Cơ quan Khí tượng Nhật Bản gọi vùng bờ biển phía tây và đông của bán đảo là Uchibō (内房, Nội Phòng) và Sotobō (外房, Ngoại Phòng), tương ứng.
Bán đảo Bōsō được xác định: Thái Bình Dương ở phía đông và nam, vịnh Tokyo ở phía tây, sông Edo và sông Tone ở phía bắc. Vùng đồi Boso tạo thành xương sống phần phía nam của bán đảo, phần lớn khu vực nay là gò đồi. Núi Atago tại Minamibōsō và Kamogawa là điểm cao nhất của bán đảo với cao độ 408,2 m (1.339 ft). Từ nam lên bắc, vùng đồi Bōsō nhường chỗ cho cao nguyên Shimosa- bao trùm phần lớn khu vực phía bắc tỉnh Chiba, và chấm dứt ở vùng thấp quanh sông Tone.
Các phần phía bắc và phía tây của bán đảo Bōsō có mức độ đô thị hóa cao. Cao nguyên Shimosa và vùng đất thấp ven biển và các thung lũng sông nội địa chủ yếu được sử dụng cho mục đích canh thác lúa gạo. Vùng bờ biển phía tây của bán đảo có Vùng Công nghiệp Keiyo- trải dài từ Urayasu trên ranh giới với Tokyo ở phía tây bắc bán đảo đến Futtsu ở phía nam. The Tokyo Bay Aqua-Line, một tổ hợp cầu-hầm qua vịnh Tokyo, kết nối Kisarazu với thành phố Kawasaki của tỉnh Kanagawa. Vùng đông bắc của bán đảo là một phần của Công viện quốc định Suigo-Tsukuba- trải dài trên địa phận cả hai tỉnh Ibaraki và Chiba, và phần lớn vùng bờ biển phía đông còn lại của bán đảo được xác định thuộc Công viên quốc định Nam Boso.